# Achelia nana
Achelia nana là một loài nhện biển trong họ Ammotheidae. Loài này thuộc chi Achelia. Achelia nana được miêu tả khoa học năm 1908 bởi Loman.